# Willem van Mieris
Willem van Mieris (Leida, 3 giugno 1662 – Leida, 26 gennaio 1747) è stato un pittore olandese.

## Biografia
Figlio del pittore Frans van Mieris il Vecchio, di cui fu allievo e pupillo insieme al fratello Jan. Attivo nella città natale, fu membro della Corporazione di San Luca. Il figlio Frans ne seguì le orme, divenendo anch'egli pittore.

## Opere
- Riconoscimento di Preziosa, olio su tela, 34x42, Palazzo Bianco, Genova[3]